# Nildoh
Nildoh is een census town in het district Nagpur van de Indiase staat Maharashtra. 

## Demografie
Volgens de Indiase volkstelling van 2001 wonen er 15375 mensen in Nildoh, waarvan 56% mannelijk en 44% vrouwelijk is. De plaats heeft een alfabetiseringsgraad van 72%. 